# ميزاب الكعبة

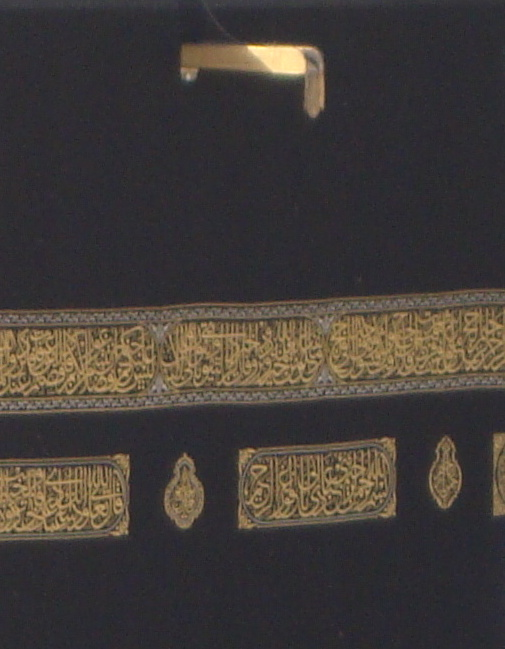
الميزاب يقع أعلى الكعبة ويستخدم لتصريف المياه.

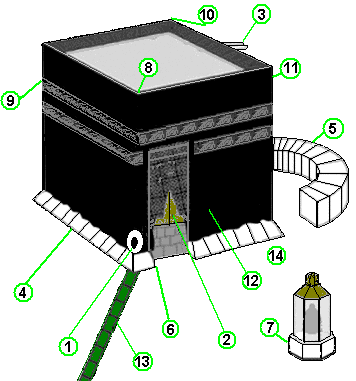
3. رسم يوضح موقع ميزاب الكعبة.

ميزاب الكعبة ويُسمى أيضًا ميزاب الرحمة هو الجزء المثبت على سطح الكعبة في الجهة الشمالية والممتد نحو حجر إسماعيل عليه السلام والمصرف للمياه المتجمعة على سطح الكعبة المشرفة عند غسل السطح أو سقوط الأمطار. وأول من وضع ميزابا للكعبة المشرفة قريش حين بنتها سنة 35 من ولادة النبي محمد صلى الله عليه وسلم، حيث كانت قبل ذلك بلا سقف، فقد ذكر ابن هشام عن ابن إسحاق قال: «فلما بلغ رسول الله - صلى الله عليه وسلم - خمسًا وثلاثين سنة، اجتمعت قريش لبنيان الكعبة، وكانوا يهمون بذلك ليسقفوها ويهابون هدمها، وإنما كانت رضمًا فوق القامة، فأرادوا رفعها وتسقيفها، وذلك أن نفرًا سرقوا كنزًا للكعبة».
ثم لما بناها عبد الله بن الزبير وضع لها ميزابا وجعل مصبه على حجر إسماعيل كما فعلت قريش، ثم لما أنقص منها الحجاج بن يوسف ما زاده فيها عبد الله بن الزبير رضي الله عنهما على بناء قريش على حسب قواعد إبراهيم، وضع الميزاب في موضعه من الجهة الشمالية، وجعل مصبه على حجر إسماعيل عليه السلام كما كان سابقا.
والميزاب الموجود في الكعبة المشرفة إلى العصر الحاضر هو الميزاب الذي عمله السلطان عبد المجيد خان بن السلطان محمود خان ،عمله في القسطنطينية ثم جيء به وركب سنة 1276 هـ، وهذا الميزاب مصفح بالذهب. وقد أدخلت عليه ترميمات جزئية في المسامير العلوية المانعة لوقوف الحمام عليه وذلك في عهد الملك سعود بن عبد العزيز حين رمم سطح الكعبة المشرفة.
أما وصفه، فقال الأزرقي (توفي سنة 250هـ تقريباً): وذرع طول الميزاب أربعة أذرع، وسعته ثمانية أصابع في ارتفاع مثلها، والميزاب ملبس بصفائح الذهب، وكان الذي جعل عليه الذهب الوليد بن عبد الملك. وقد وقع تغيير وتبديل في ميزاب الكعبة المشرفة، وذلك لسببين أحدهما كان إذا اعتراه خراب عمل غيره، والثاني كان بعض الملوك أو الأغنياء من عظماء المسلمين يهدي للكعبة المعظمة ميزابا فيركب في الكعبة المشرفة، وينزع الذي قبله. يأخذ هذا الميزاب شكلاً مستطيلاً مفتوحاً من أعلاه ممايلي السماء ومن مؤخرته ممايلي سطح الكعبة، وكذلك من مقدمته ممايلي حجر إسماعيل بن إبراهيم عليهما السلام، ويبلغ طول الميزاب 2.58م، منها 58سم في داخل الجدار، وعرضه 25سم، وارتفاعه 21سم(16)، وقد صفحت جوانب الميزاب المعمولة من خشب التك ذي السمك 2 سم بصفائح الذهب عيار 24 قيراطاً عيار 99.9%.

كما وصفة ابن بطوطة، في كتابه تُحفة النُّظار في غرائب الأمصار وعجائب الأسفار، حوالي سنة 1326م، فقال: 
والميزاب في أعلى الصفح الذي على الحِجْر، وهو من الذهب، وسعته شبر واحد، وهو بارز بمقدار ذراعين، والموضع الذي تحت الميزاب مظنة استجابة الدعاء، وتحت الميزاب في الحِجْر هو قبر إسماعيل عليه السلام، وعليه رخامة خضراء مستطيلة على شكل محراب متصلة برخامة خضراء مستديرة وكلتاهما سعتها مقدار شبر ونصف شبر، وكلتاهما غريبة الشكل رائقة المنظر، وإلى جانبه مما يلي الركن العراقي قبر أمه هاجر عليها السلام، وعلامته رخامة خضراء مستدير سعتها مقدار شبر ونصف، وبين القبرين سبعة أشبار.

## ترتيبها
- إن أول ميزاب عمل للكعبة كان الميزاب الذي عملته قريش عند بنائها لها قبل البعثة النبوية.[10]
- ثم ميزاب عبد الله بن الزبير عند بنائه للكعبة عام 65هـ / 684م.[11]
- ثم ميزاب الحجاج بن يوسف الثقفي الذي أعاد بناء الكعبة عام 73هـ / 692م.[12]
- ثم ميزاب الشيخ أبو القاسم رامشت، الذي وصل به خادمه بعد موته عام 537هـ / 1142م.[13]
- وميزاب الخليفة العباسي المقتفي لأمر الله في عام 541هـ/1146م.[14]
- وميزاب الناصر لدين الله العباسي عام 622هـ / 1279م.[15]
- وميزاب السلطان العثماني سليمان القانوني عام 959هـ / 1551م.[16]
- والميزاب الذي ورد من مصر عام 962هـ / 1554م.[17]
- ثم ميزاب السلطان العثماني أحمد الأول بن محمد الثالث عام 1021هـ /1612م.[18]
- فميزاب السلطان عبد المجيد الأول بن محمود الثاني عام 1273هـ / 1856م.
- والذي تم ارساله بصحبة الحاج رضا باشا عام 1276هـ / 1859م.[19]
- ميزاب عهد الملك فهد بن عبدالعزيز عندما استبدل بالميزاب القديم لسطح الكعبة المشرفة آخر جديد أقوى وأمتن وبنفس مواصفات الميزاب القديم.[20]

## لا يوجد أى قبر حول او تحت الكعبه
برجاء التحقق من المعلومات
1. ↑  ميزاب الكعبة المشرفة، بوابة الحرمين نسخة محفوظة 17 أغسطس 2016 على موقع واي باك مشين.
2. ↑  ميزاب الكعبة المشرفة، موقع uqu.edu.sa نسخة محفوظة 7 أبريل 2020 على موقع واي باك مشين.
3. ↑  ميزاب الكعبة المشرفة، موقع الحج و العمرة نسخة محفوظة 04 مارس 2016 على موقع واي باك مشين.
4. ↑  محمد طاهر الكردي ، كتاب التاريخ القويم لمكة وبيت الله الحرام ، ج5 ، ط1 ( بيروت : مؤسسة حسيب درغام وأولاده ، 1412هـ / 1992م ) ، ص ص 48 ـ 51 .
5. ↑  "ميزاب الكعبة المشرفة المؤرخ عام1273هـ". مؤرشف من الأصل في 2013-06-24.
6. ↑  الأزرقي ، أخبار ، ج1 ، ص 202
7. ↑  )أحمد إبراهيم بدر ، " تقرير عن تصنيع الميزاب الجديد للكعبة المشرفة " تقرير مؤرخ في 18/5/1417هـ ، ص 2
8. ↑  "رحلة ابن بطوطة". مؤسسة هنداوي. مؤرشف من الأصل في 2023-01-17. اطلع عليه بتاريخ 2023-05-13.
9. ↑  ابن بطوطة (القرن 14)، تحفة النظار في غرائب الأمصار وعجائب الأسفار، ص. 61، QID:Q60797163 {{استشهاد}}: تحقق من التاريخ في: |publication-date= (مساعدة)
10. ↑  أبو الوليد محمد بن عبدالله بن أحمد الأزرقي ، أخبار مكة وما جاء فيها من الآثار ، تحقيق رشدي الصالح ملحس ، ج1 ، ط3 ( مكة المكرمة : مطابع دار الثقافة ، 1398هـ / 1978م) ، ص 164 .
11. ↑  الأزرقي ، أخبار ، ج1 ، ص 209 .
12. ↑  حسين عبدالله بإسلامة ، تاريخ الكعبة المعظمة عمارتها وكسوتها وسدانتها، ط2 ( جدة ، تهامة ، سلسلة الكتاب العربي السعودي رقم 47 ، 1401هـ / 1982م ) ، ص 191 .
13. ↑  النجم عمر بن فهد بن محمد بن محمد بن محمد بن فهد ، إتحاف الورى بأخبار أم القرى ، ج2 ، تحقيق فهيم محمد شلتوت ، ط1 ( جدة : دار المدني، سلسلة رقم 20 من سلسلة التراث الإسلامي ، التي يصدرها مركز البحث العلمي وإحياء التراث الإسلامي بكلية الشريعة جامعة ام القرى ، د . ت ) ، ص 505 .
14. ↑  الحافظ أبو الخطيب تقي الدين محمد بن أحمد بن علي الفاسي ، شفاء الغرام بأخبار البلد الحرام ، حققه ووضع فهارسه عمر عبدالسلام تدمري، ج1، ط1 ( بيروت : دار الكتاب العربي ، 1405هـ / 1985م )، ص 167.
15. ↑  )الفاسي ، شفاء ، ج1 ، ص 167 ، وقد ذكر الكردي ، كتاب ، ج5 ، ص 49 ، أن تاريخه 781هـ /1379 م ، وهذا غير صحيح لأن مدة حكم الخليفة أبي العباس أحمد الناصر لدين الله بن المستضيء الذي أمر بصنع الميزاب تمتد من 575 هـ إلى 622هـ ، أما التاريخ الذي ذكره الكردي فيقصد به تحلية الميزاب نفسه في عام 781هـ ، كما ذكر الفاسي ، شفاء ، ج1 ، ص 167.
16. ↑  الصباغ ، تحصيل ، ورقة 62.
17. ↑  الكردي ، كتاب ، ج5 ، ص49.
18. ↑  علي عبدالقادر الطبري، الأرج المسكي في التاريخ المكي وتراجم الملوك والخلفاء، تحقيق وتقديم أحمد الجمال، إشراف سعيد عبد الفتاح، ط1 ، (مكة المكرمة : المكتبة التجارية ، 1416هـ / 1996م) ، ص 151.
19. ↑  بإسلامة ، تاريخ ، ص 193.
20. ↑  تجديد ميزاب الكعبة ، جريدة عكاظ [وصلة مكسورة] نسخة محفوظة 05 مارس 2016 على موقع واي باك مشين.